# Théodosie de Tyr
Sainte Théodosie de Tyr, selon l'historien de l'église chrétienne primitive Eusèbe, était une jeune fille de dix-sept ans qui aurait délibérément cherché à être exécutée en tant que martyre du christianisme dans la ville de Césarée en 307 apr. J.-C. Elle est torturée, exhortée à rejeter le christianisme et, ayant refusé, jetée à la mer. Elle est commémorée le 2 avril.

## Contexte
Il existe deux versions existantes des Martyrs de Palestine d'Eusèbe, et dans les deux versions, l'histoire de Theodosia est racontée, mais avec des variantes. Eusèbe était présent à Césarée pendant les persécutions de Dioclétien, la campagne à l'échelle de l'Empire pour réprimer le christianisme. Depuis cinq ans, le gouverneur Urbanus avait cherché à faire respecter les ordres des empereurs selon lesquels tous devaient sacrifier aux dieux romains, sous peine de mort.

## Martyre
De Tyr, au Liban, Théodosie, dix-sept ans, s'était rendue à Césarée en Palestine. Le jour de Pâques 307, selon Eusèbe, elle se rend sur la place publique où un certain nombre de chrétiens sont enchaînés en attente d'interrogatoire. Elle les félicite et demande qu'on se souvienne d'eux dans leurs prières. Saisie par les gardes et amenée devant le gouverneur, on lui ordonne de sacrifier aux dieux, et comme elle refuse, on la fait torturer avec des "peignes cruels" sur le côté et les seins, et "elle a été déchirée sur les côtes jusqu'à ce que ses entrailles soient visibles." 
Le gouverneur, voyant qu'elle a subi ces tortures sans se plaindre, lui demande à nouveau de faire des sacrifices aux dieux et d'être libérée, mais, selon Eusèbe, elle répond qu'elle est venue exprès et qu'elle a parlé aux chrétiens enchaînés dans le but d'être mise à mort par les autorités. Sur quoi elle est jetée à la mer.

## Après sa mort
Selon Eusèbe, Urbanus aurait passé toute sa fureur sur la jeune fille, et les chrétiens avec qui elle avait parlé ont été envoyés comme esclaves pour travailler dans des mines de cuivre, sans qu'aucune torture ne leur soit infligée.

## Martyrs qui ont délibérément demandé l'exécution
Selon l'enseignement de l'Église, les martyrs vont immédiatement au ciel et s'assoient près du trône de Dieu, contrairement à la plupart des autres personnes, qui doivent attendre le Jour du Jugement. Pour cette raison, certains chrétiens ont délibérément confronté les autorités persécutrices romaines dans le but d'être condamnés à mort. Dans la version courte de Martyrs de Palestine, Eusèbe raconte l'histoire de six jeunes hommes qui, apprenant qu'Urbanus avait condamné certains chrétiens à la mort de bêtes sauvages dans l'arène, apparurent devant lui, à son grand étonnement, les mains déjà liées, se proclamèrent chrétiens et exigèrent de partager le sort de leurs compagnons. Urbain les fit emprisonner puis décapiter.

## Musique
Alessandro Scarlatti, Il Martirio di santa Teodosia, oratorio,Emmanuelle de Negri (Teodosia), Emiliano Gonzalez Toro (Arsenio), Renato Dolcini (Urbano), Anthea Pichanick (Decio), Les Accents, dir.Thibault Noally. 2 CD Aparté 2020. Diapason d'or